# Diastatomma gamblesi
Diastatomma gamblesi är en trollsländeart som beskrevs av Legrand 1992. Diastatomma gamblesi ingår i släktet Diastatomma och familjen flodtrollsländor. IUCN kategoriserar arten globalt som livskraftig. Inga underarter finns listade i Catalogue of Life.